# Agracetus
O Campus Agracetus da Monsanto Company é o maior laboratório de criação de sementes de soja do mundo. Possui mais de 21.700 funcionários no mundo todo, e uma receita anual de 11.365 milhões dólares reportados em 2008.
A primeira colheita geneticamente modificada produzida para o mercado comercial foi a soja Roundup Ready, produzida em Agracetus em 1991, e foi um dos catorze eventos de transformação bem-sucedidos. Os cientistas não usaram a tecnologia de transferência dos "genes de ouro" juntamente com o gene "repórter β-Glucuronidase" para produzir a planta. A pistola que disparou os "genes de ouro" e produziu as modificações genéticas, é agora propriedade do museu de Smithsonian em Washington, DC.
Cada soja Roundup Ready no mundo tem um parente que foi geneticamente modificado em Agracetus. 80% da soja do mundo são Roundup Ready.
Agracetus foi fundada em 1981 com o nome de Cetus Corporation. Adquirida pela Monsanto em 1996, o centro de pesquisa e desenvolvimento está localizado a 8 milhas (13 km) a oeste de Madison na cidade de Middleton, Wisconsin em 4,5 hectares (18.000 m2). O site tem 100.000 pés quadrados (9.300 m2) de espaço de pesquisa, 35.000 pés quadrados (3.300 m2) de espaço de efeito estufa, cerca de 75 funcionários, e dez laboratórios. A produção de plantas de soja geneticamente modificadas é de muitos milhares por ano.
Algodão geneticamente modificado e arroz geneticamente modificado é também um importante produto da Agracetus.